# Hoshin Kanri
Hoshin Kanri (en japonès: 方針管理, "gestió de polítiques") és un procés de 7 passos utilitzat en la planificació estratègica en què els objectius estratègics es comuniquen a tota l'empresa i després es posen en acció. El sistema de planificació estratègica Hoshin Kanri es va originar al Japó de la postguerra, però des de llavors s'ha estès als EUA i arreu del món. Traduït del japonès, Hoshin Kanri significa encertadament "gestió de la brúixola". Les paraules individuals "hoshin" i "kanri" signifiquen direcció i administració, respectivament.

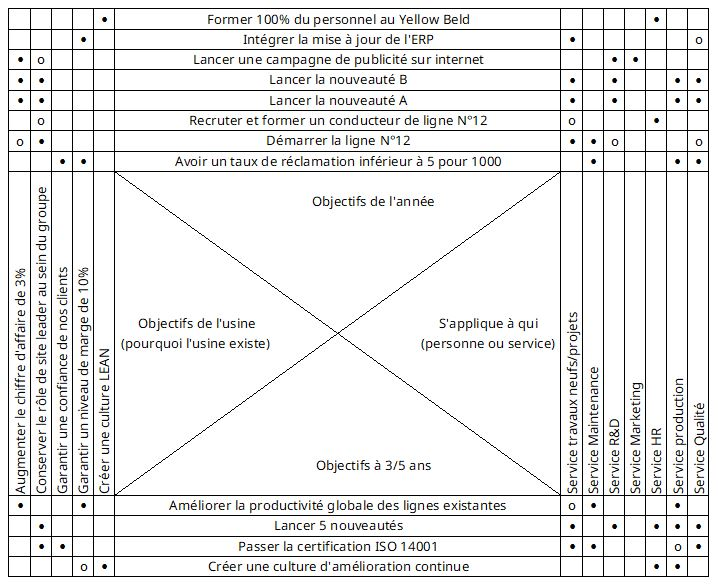
Exemple de diagrames Hoshin per a la fixació de l'objecte

## Visió general
Hoshin Kanri requereix una visió estratègica per tenir èxit. A partir d'aquí, els objectius estratègics s'han de definir clarament, i els objectius s'escriuen per llargs períodes d'un a cinc anys. Un cop s'han completat els objectius a llarg termini, l'equip es pot centrar en els objectius anuals. La direcció ha d'evitar triar massa objectius vitals per mantenir-se centrat en allò que és estratègicament important. Aleshores, els grans objectius s'han de desglossar en objectius més petits, de manera setmanal i mensual i després implementar-los perquè tothom, des de la direcció fins a la planta de fàbrica, estigui d'acord en què cal assolir. La satisfacció dels objectius s'hauria de revisar mensualment, amb una revisió anual més àmplia al final de l'any. La mesura del rendiment també és una part clau del procés.
Hoshin Kanri és un enfocament de dalt a baix, amb els objectius imposats per la direcció i la implementació la realitzen els empleats. Com a resultat, s'han d'establir sistemes per garantir que els objectius de l'alta direcció es comuniquin de manera eficaç durant tota la cadena de comandament. Com a tal, sovint s'utilitza un sistema de catchball per ajudar en l'execució del pla estratègic. Un sistema de catchball busca obtenir opinions tant dels directius com dels empleats mitjançant reunions i interaccions per tal d'assegurar el flux bidireccional d'objectius, comentaris i altra informació a tota l'organització.

## Ús
Les empreses que utilitzen Hoshin Kanri sovint segueixen un procés de pensar, planificar, implementar i revisar, que és comparable al cicle Plan Do Check Act de W. Edwards Deming. Això es deu al fet que Deming va tenir un paper en la difusió dels principis de control de qualitat que van influir en el desenvolupament d'Hoshin Kanri. El procés cíclic és una manera de planificar el futur, no només de reaccionar davant el que està passant ara. Els principis de PDCA estan molt integrats en el procés de planificació de Hoshin Kanri. Més enllà del PDCA, Joseph M. Juran també va tenir un paper en la difusió dels principis de control de qualitat que van influir en Hoshin Kanri, centrant-se específicament en el paper de la direcció en el procés.
La tècnica Hoshin Kanri sovint s'ajuda amb una matriu Hoshin Kanri, en la qual les empreses enumeren i alineen els seus objectius i metes de diferents longituds. La matriu també pot incorporar indicadors clau de rendiment i valors prioritaris i anar acompanyada de plans detallats, demandes d'assignació de recursos o mapes de flux de valor.